# Jean-Claude Grumberg
Pour les articles homonymes, voir Grumberg.
Jean-Claude Grumberg, né le 26 juillet 1939 à Paris 10e, est un dramaturge, scénariste et écrivain français, qui a aussi écrit des pièces pour enfants.

## Biographie

### Les débuts
Jean-Claude Grumberg est né dans le 10e arrondissement de Paris le 26 juillet 1939. Son père, Zacharie Grumberg, est né le 19 décembre 1898 à Galatz (Galați) en Roumanie.
Son père et ses grands-parents sont raflés devant lui à Paris et déportés sans retour, en 1942. Son père est déporté du camp de Drancy vers Auschwitz par le Convoi no 49, en date du 2 mars 1943. Sa dernière adresse est au 34 rue de Chabrol dans le 10e arrondissement de Paris.
Lui-même et son frère sont recueillis à la maison des enfants de Moissac. Ce traumatisme accompagnera toute son œuvre.
Avant de devenir auteur dramatique, Jean-Claude Grumberg exerce plusieurs métiers, dont celui de tailleur, milieu qu'il prend pour cadre de sa pièce L'Atelier. Il rappelle lui-même avoir commencé sa carrière comme apprenti tailleur au côté du romancier André Schwarz-Bart (1928-2006) et du réalisateur et écrivain Robert Bober. Il découvre le théâtre en étant comédien dans la compagnie Jacques Fabbri. 
Les expériences professionnelles de sa jeunesse nourrissent son travail d'écrivain et de dramaturge, comme il l'explique dans un entretien : « Dans L’Atelier, j’évoque des personnalités que je connais, que j’ai connues. Je parle de ma mère. De femmes qui se reconnaissent. Je suis plein de scrupules, j’écris dans le respect de l’histoire intime et de faits historiques. ».

### Écrivain et dramaturge
Il devient écrivain en signant en 1968 Demain, une fenêtre sur rue, puis des textes courts, comme Rixe, qui sera joué à la Comédie-Française. Il écrit sur la disparition de son père dans les camps d'extermination nazis : Maman revient pauvre orphelin, Dreyfus (1974), L'Atelier (1979), Zone libre (1990), Mon père. Inventaire (2003) et La Plus Précieuse des marchandises: un conte (2018).
En 1998, L'Atelier, pièce reprise au Théâtre Hébertot à Paris, connaît un grand succès et reçoit en 1999 le Molière de la meilleure pièce du répertoire. À partir du 28 mars 2013, la pièce est reprise à Paris (À la Folie Théâtre) dans une mise en scène de Dalia Bonnet et Coralie Paquelier. La pièce est éligible à la première cérémonie des P'tits Molières.
Au cinéma, il est scénariste de Les Années Sandwiches, co-dialoguiste avec François Truffaut et Suzanne Schiffman pour Le Dernier Métro, La Petite Apocalypse de Costa-Gavras, Le Plus Beau Pays du monde de Marcel Bluwal (1999), Fait d'hiver de Robert Enrico (1999). Pour la télévision, il écrit les scénarios de Thérèse Humbert, Music Hall de Marcel Bluwal, Les Lendemains qui chantent de Jacques Fansten et Julien l'apprenti de Jacques Otmezguine.
Jean-Claude Grumberg a reçu le Grand prix de l'Académie française en 1991 et le Grand prix de la SACD en 1999 pour l'ensemble de son œuvre ; le Molière du meilleur auteur dramatique en 1991 pour Zone libre, et en 1999 pour L'Atelier.
En 1999, il écrit Le Petit Violon, pièce de théâtre destinée aux enfants. Jean-Claude Grumberg devient un auteur de littérature de jeunesse figurant sur la liste officielle des œuvres destinées au cycle 3 éditée par le ministère de l'Éducation nationale.

### Vie privée
Jean-Claude Grumberg est le père de l'actrice Olga Grumberg.

### Engagements
Grumberg a toujours combattu l'antisémitisme et la haine des Juifs, pour des raisons tant familiales que politiques. Évoquant la figure de la victime (Heine) et du bourreau (Himmler), il déclare que « Heine se convertit pour entrer dans la société, et il se trouve interdit pour des raisons politiques de son vivant, puis parce qu’il est juif un siècle plus tard par Himmler et les siens. Les nazis décrèteront que La Lorelei, qui appartient au patrimoine culturel et à la mémoire de chaque élève allemand, est soudain une œuvre anonyme. ».

## Comédien

### Télévision
- 1966 : Au théâtre ce soir : La Grande Oreille de Pierre-Aristide Bréal, mise en scène Jacques Fabbri, réalisation Georges Folgoas, Théâtre Marigny
- 1966 : Les Cinq Dernières Minutes, épisode La Rose de fer de Jean-Pierre Marchand : La Globule

### Théâtre
- 1963 : La Grande Oreille de Pierre-Aristide Bréal, mise en scène Jacques Fabbri, Théâtre de Paris
- 1964 : L'Aquarium d'Aldo Nicolaï, mise en scène Jacques Fabbri, Théâtre de Paris, Théâtre des Célestins
- 1965 : La Grande Oreille de Pierre-Aristide Bréal, mise en scène Jacques Fabbri, Théâtre de Paris
- 1965 : L'Envers d'une conspiration d'Alexandre Dumas, mise en scène Jacques Fabbri, Théâtre de Paris
- 1973 : En r'venant de l'expo de Jean-Claude Grumberg, mise en scène Jean-Pierre Vincent, Théâtre Ouvert, Festival d'Avignon, Théâtre de l'Odéon, Théâtre national de Strasbourg, Théâtre de l'Escabeau.
- 1976 : Le Défi de Jean-Claude Perrin, mise en scène de l'auteur et Maurice Bénichou, Festival d'Avignon
- 1979 : L'Atelier de Jean-Claude Grumberg, mise en scène de l'auteur et Maurice Bénichou, Jacques Rosner, Théâtre de l'Odéon.
- 1982 : Night and Day de Tom Stoppard, mise en scène Jacques Rosner, Maison de la Culture André Malraux Reims, Nouveau théâtre de Nice
- 1990 : Zone libre de Jean-Claude Grumberg, mise en scène Maurice Bénichou, Théâtre national de la Colline

## Œuvres

### Pièces de théâtre
Année de création ou de publication.
- 1967 : La Vocation

- 1967 : Michu

- 1968 : Les VacancesMise en scène de Jean-Pierre Miquel, à Amiens
- 1968 : Demain, une fenêtre sur rue

- 1969 : Job, pièce radiophonique
- 1969 : Mathieu Legros Mise en scène de Jean-Paul Cisife, décors et costumes de Gisèle Tanalias, avec Harry-Max, Yves Gasc, Nadia Barentin, Théâtre de la Gaîté-Montparnasse
- 1971 : Rixe Spectacle de la Comédie-Française, mise en scène de Jean-Paul Roussillon, décors de Claude Lemaire, avec Jean-Paul Roussillon, Bérengère Dautun
- 1971 : Amorphe d’Ottenburg Spectacle de la Comédie-Française, mise en scène de Jean-Paul Roussillon et Gilles Segal, décors et costumes de Nicolas Politis, Odéon-Théâtre de l'Europe
- 1973 : En r'venant d'l'expo Mise en scène de Jean-Pierre Vincent, avec Arlette Chosson, Philippe Clevenot, André Engel, Chapelle des Pénitents blancs, Avignon, dans le cadre du 27e Festival d'Avignon, enregistré par l'ORTF
- 1974 : Chez Pierrot Mise en scène de Gérard Vergez, décors de Yannis Kokkos, avec Maurice Benichou, Etienne Bierry, Pierre Frag, Anne Jousset, Michel Robin, Yves Wecker, Théâtre de l'Atelier
- 1974 : Dreyfus Spectacle de Théâtre du Lambrequin, mise en scène de Jacques Rosner, décors de Jacques Voizot, costumes de Jacques Voizot, avec Jean Lescot, Maurice Chevit, Gérard Desarthe, Odette Piquet, Claude Dauphin, Lucien Charbonnier, Élisabeth Huppert, François Marié, Théâtre Municipal, Tourcoing
- 1979 : L'Atelier Mise en scène de l'auteur, Maurice Bénichou et Jacques Rosner, Théâtre de l'Odéon
- 1985 : L'Indien sous Babylone Mise en scène de Marcel Bluwal, décors et costumes de Catherine Bluwal, avec Jean-Paul Roussillon, Philippe Landenbach, Jean-Pierre Bisson, Théâtre La Bruyère
- 1985 : Les Gnoufs, dans Les Autres, Actes Sud
- 1985 : Les Rouquins, dans Les Autres, Actes Sud
- 1986 : Les Autres (composé de Les Vacances ; Michu ; Rixe ; Les Rouquins ; et Les Gnoufs) Spectacle de Théâtre de la Grande Ourse, mise en scène de Jean-Pierre Loriol et Francesco Tardino, costumes de J. L. Pinabel et Christiane Viard, Théâtre André-Malraux, Bondy
- 1990 : Zone libre Mise en scène de Maurice Bénichou, Théâtre national de la Colline
- 1994 : À qui perd gagne, dans Maman revient pauvre orphelin, Actes Sud
- 1994 : Hiroshima commémoration, dans Maman revient pauvre orphelin, Actes Sud
- 1994 : Nagasaki commémoration, dans Maman revient pauvre orphelin, Actes Sud
- 1994 : Commémoration des commémorations, dans Maman revient pauvre orphelin, Actes Sud
- 1994 : Linge sale Spectacle de la Double hélice, mise en scène de Michel Vuillermoz, décor de Bernard Legoux, costumes de Bernard Legoux, Salle Benoît XII, Avignon
- 1994 : Maman revient pauvre orphelin Spectacle de la Comédie-Française, mise en scène de Philippe Adrien, décor et costumes de Goury, musique de Ghédalia Tazartès, avec Simon Eine, Alain Pralon, Catherine Hiegel, Théâtre du Vieux-Colombier
- 1995 : Les Courtes, Actes Sud Contenu : Michu, Rixe, Les Vacances, Les Rouquins, Les Gnoufs, Maman revient pauvre orphelin, Hiroshima commémoration, Nagasaki commémoration, Commémoration des commémorations, À qui perd gagne, Guerre et paix, Job, La Vocation, Un Jardin public, Pied de lampe
- 1997 : Adam et Ève La Criée-Théâtre national de Marseille
- 1998 : Rêver peut-être Centre national de création d'Orléans
- 2001 : Le Duel, d'après la nouvelle de Tchekhov, Actes Sud
- 2003 : Mon père, inventaire, suivi de Une leçon de savoir-vivre, coll. La Librairie du XXIe siècle, Seuil
- 2003 : Une leçon de savoir-vivre, dans Mon père, inventaire, suivi de Une leçon de savoir-vivre, Seuil
- 2005 : Herb Gardner, Conversation avec mon père, adapté de l'américain par Jean-Claude Grumberg, Actes Sud
- 2006 : Vers toi, Terre promise : tragédie dentaire, Actes Sud
- 2007 : H.H. Mise en scène de l'auteur, Théâtre du Rond-Point
- 2010 : Moi je crois pas !, Actes Sud
- 2011 : Si ça va, bravo, Actes Sud
- 2012 : Ça va ? Mise en scène de Charles Tordjman, avec Pierre Arditi et Catherine Hiegel, Théâtre du Rond-Point
- 2012 : Votre maman Mise en scène de Charles Tordjman, avec Pierre Arditi, Christine Murillo, Dominique Pinon et Michaël Hirsch, Théâtre Ouvert
- 2013 : Pour en finir avec la question juive, Actes Sud Nouvelle édition augmentée sous le titre Pour en finir avec la question juive (L'être ou pas), Actes Sud, 2017
- 2014 : 45 ça va (réunit Ça va ? ; Si ça va, bravo ; et Si ça va pas, tant pis merci pardon), Actes Sud
- 2016 : La Vie sexuelle des mollusques, Actes Sud
- 2017 : Moman 10 fois, Actes Sud
- 2019 : La plus précieuse des marchandises

### Pièces pour enfants
- 1999 : Le Petit Violon, Actes Sud
- 2002 : L'Enfant Do, Actes Sud
- 2003 : Iq et Ox, Actes Sud
- 2003 : Marie des grenouilles, Actes Sud
- 2004 : Pinok et Barbie, là où les enfants n'ont rien, Actes Sud
- 2005 : Le Petit Chaperon Uf, un conte du bon vieux temps, Actes Sud
- 2006 : Mange ta main, un conte pour enfants précoces ou adultes attardés, Actes Sud
- 2011 : Ma chère vieille terre, Actes Sud
- 2012 : La Reine maigre, histoire du royaume de Trop, de son roi gros, de sa reine maigre et de leurs deux jumeaux disparates, Actes Sud
- 2015 : Le Bain de lune, dans Collectif, Quatre courtes pièces, pour une initiation au théâtre, Flammarion
- 2015 : Moman, Actes Sud
- 2015 : Mon étoile, Actes Sud

### Scénarios
- 1975 : Le Petit Marcel de Jacques Fansten
- 1980 : Le Dernier Métro de François Truffaut
- 1988 : Les Années sandwiches de Pierre Boutron
- 1993 : La Petite Apocalypse de Costa-Gavras
- 1995 : Les Milles de Sébastien Grall
- 1999 : Le Plus Beau Pays du monde de Marcel Bluwal
- 1999 : Un chat dans la gorge de Jacques Otmezguine
- 1999 : Fait d'hiver de Robert Enrico
- 2002 : Amen. de Costa-Gavras
- 2004 : 93, rue Lauriston de Denys Granier-Deferre
- 2005 : Le Couperet de Costa-Gavras
- 2006 : Mon colonel de Laurent Herbiet coscénariste avec Costa-Gavras
- 2009 : Eden à l'ouest, de Costa-Gravas
- 2011 : Les Livres qui tuent, téléfilm de Denys Granier-Deferre
- 2013 : Le Capital de Costa-Gavras

### Ouvrages non théâtraux
- 1987 : La Nuit tous les chats sont gris, roman, Calmann-Lévy
- 1998 : Éric Poitevin, monographie, Actes Sud, coll. « Beaux-Arts »
- 2010 : Pleurnichard, roman, Seuil
- 2014 : Les Vitalabri, roman pour enfants à partir de 11 ans, Actes Sud
- 2019 : La Plus Précieuse des marchandises, un conte, roman, Seuil
- 2021 : Jacqueline Jacqueline, récit, Seuil
- 2023 : De Pitchik à Pitchouk : Un conte pour vieux enfants, Seuil.

## Distinctions
- Molières :
  - Molières 1988 : Molière de l'adaptateur pour Mort d'un commis voyageur
  - Molières 1991 : Molière de l'auteur pour Zone libre
  - Molières 1995 : Molière de l'adaptateur pour Encore une histoire d'amour
  - Molières 1998 : nomination au Molière de l'auteur pour Adam et Eve
  - Molières 1999 : Molière de l'auteur pour L’Atelier
  - Molières 1999 : Molière de la meilleure pièce du répertoire L'Atelier
  - Molières 2002 : nomination au Molière de l'adaptateur pour Conversations avec mon père
  - Molières 2009 : Molière de l'auteur pour Vers toi terre promise.Tragédie dentaire
  - Molières 2016 : nomination au Molière de l'auteur francophone vivant pour L'Être ou pas
  - Molières 2022 : nomination au Molière de l'auteur francophone vivant pour La plus précieuse des marchandises
- Prix SACD 1974 et Prix Plaisir du théâtre pour Dreyfus
- Prix du Syndicat de la critique 1974 : meilleure création d'une pièce en langue française pour Dreyfus
- Prix du Syndicat de la critique 1979 : meilleure création d'une pièce en langue française et Prix Ibsen pour L'Atelier.
- Prix du Syndicat de la critique 1999 : meilleure création d'une pièce en langue française pour Rêver peut-être.
- Prix du Syndicat de la critique 2008 : meilleure création d'une pièce en langue française pour Vers toi terre promise. Tragédie dentaire
- 1991 : Grand Prix du Théâtre de l’Académie française pour Zone libre
- Prix SACD 1999 : Grand Prix de la SACD pour l’ensemble de son œuvre
- César 2003 : César du meilleur scénario pour Amen. de Costa-Gavras
- Grand Prix de la Société des Gens de Lettres pour l'ensemble de son œuvre 2019
- Prix des lecteurs de L'Express/BFM TV 2019 pour La plus précieuse des marchandises : un conte
- Prix spécial du jury du prix des libraires 2019 pour La plus précieuse des marchandises : un conte.
- César 2025 : nomination au César de la meilleure adaptation pour La Plus Précieuse des marchandises (avec Michel Hazanavicius)